# Peitho
Peitho was in de Griekse mythologie de godin van de overredingskracht, die veel vereenzelvigd werd met Aphrodite. Volgens verschillende mythen was ze de dochter van Ate of Prometheus.
Peitho's Romeinse naam is Suada.